# Xixuthrus lansbergei michael
Xixuthrus lansbergei michael es una subespecie de escarabajo longicornio del género Xixuthrus, categorizada en la tribu Macrotomini, de la subfamilia Prioninae. Fue descrita por Missori & Ercoli en 2018.

## Descripción
Mide 100-103,74 mm de longitud.

## Distribución
Se distribuye por Papúa Nueva Guinea.